# Metropolitankirche St. Georg (Akkon)
Die Metropolitankirche St. Georg (arabisch كَنِيسَة الْقِدِّيس جِيْوُرْجِيُوس الْمِتْرُوبُولِيتِيَّة Kanīsat al-Qiddīs Ǧīwurǧiyūs al-mitrūbūlītiyya; griechisch ῾Ιερός Μητροπολιτικός Ναός ῾Αγίου Γεωργίου Ierós Mitropolitikós Naós Agíou Georgíou; hebräisch כְּנֵסִיַּת גֵּאוֹרְגִּיוֹס הַקָּדוֹשׁ הַמֶּטְרוֹפּוֹלִית Knessijjat Geʾōrgijōs haQadōsch haMeṭrōpōlīt) in Akkon ist die Kirche des Metropoliten von Ptolemais in Phoenicia, d. h. Akkon. Dieser wiederum ist Suffragan des griechischen Patriarchen von Jerusalem. Die Kirche erstand im 16. Jahrhundert auf Resten einer byzantinischen Kirche im Zuge der einsetzenden Wiederbesiedlung der Altstadt Akkons, die in Gesamtheit seit 2001 UNESCO-Welterbe ist.

## Lage
Die Metropolitankirche St. Georg liegt inmitten von Akkons Altstadt, etwas westlich von deren Mittelpunkt, im ehemaligen Genuesenviertel. Vor dem Südwesteck der Kirche weitet sich die westwärts führende Gasse auf etwa 60 Metern Länge zur Kikkar Genuʾa (כִּכָּר גֵּנוּאָה Genua-Platz). Bis zur Ecke mit dem Rechov haHagannah (רְחוֹב הַהֲגַנָּה), wo die Baháʼí-Pilgerstätte Haus Abbud steht, ist es dann gen Westen strebend noch mal soweit. Der Rechov haHagannah ist eine der wenigen für Autos freigegebenen Straßen der Altstadt, direkt parallel zur westlichen Stadtmauer. Die Stadtmauer ist das Werk des arabischen Regionalpotentaten Ẓāhir al-ʿUmar (1690–1775) und seines Nachfolgers, des osmanischen Statthalters Ahmad ‹al-Dschazzār› Pascha (1722–1804).
Die Gassen und Straßen um St. Georg liegen heute ein paar Meter über dem mittelalterlichen Straßenniveau,:171 da man bei Wiedererschließung der Kreuzfahrerruinen im 18. Jahrhundert herabgestürzte Trümmer und Schutt der einst imposanten, 1291 zerstörten oberen Etagen in den Gassen beließ und sich damit begnügte, mit Sandaufschüttungen ein neues, höheres Straßenniveau zu ebnen. Entsprechend nahm man nur auf dieser Höhe Baureste in Nutzung bzw. baute auf erhaltenen Untergeschossen, die auf dem höheren Niveau noch herausragten, neu.

## Geschichte

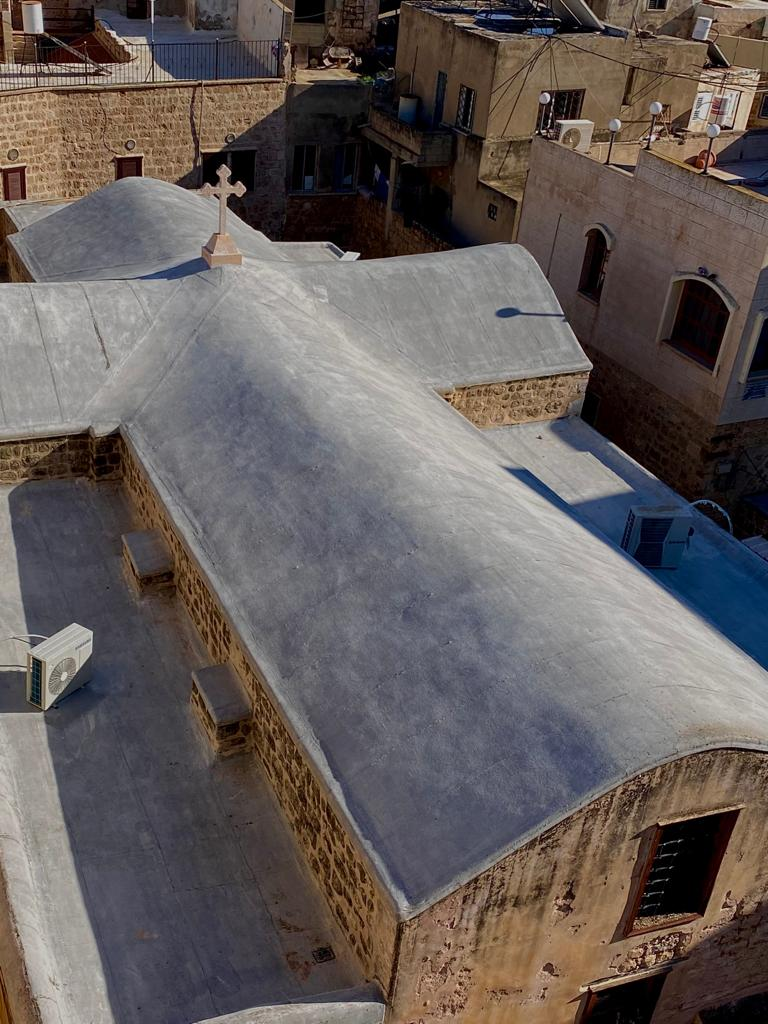
Das Obergaden der Kirche sticht als Lateinisches Kreuz im Dach hervor, 2022

Christen bildeten in Ptolemais früh eine Gemeinde, der Paulus von Tarsus einen Besuch abstattete (Apg 21,7 ). Erste Episkopoi sind bekannt aus den Listen der Teilnehmer verschiedener Konzilien. Der Metropolit war ein Suffragan von Tyrus, das wiederum dem Patriarchat von Antiochien unterstand.
Die kirchlichen Granden, die sich 451 n. Chr. auf dem Konzil von Chalcedon besprachen, beschlossen ebenfalls und erstmals ein Patriarchat in Jerusalem zu gründen, das ortsgemäß in griechisch-byzantinischer Staatstradition, nicht in römischer, stand. Doch Akko blieb im Einzugsgebiet Antiochias. Die Hochzeiten des Christentums endeten im 7. Jahrhundert, als erst Persern und dann muslimischen Arabern die Eroberung der byzantinischen Levante gelang. Mit der Eroberung durch die Kreuzfahrer 1104 kamen Akko und das Hinterland ans Königreich Jerusalem und die dort lebenden orthodoxen Melkiten kirchlich unter die Jurisdiktion des Patriarchen von Jerusalem.
Mit der mamelukischen Einnahme und Zerstörung Akkos 1291 ging es auch als Metropolitensitz unter, es blieb allein das Patriarchat Jerusalem. Akko blieb weithin unbewohntes Ruinenfeld, der sichere natürliche Hafen ließ wenige See- und Kaufleute dort anlanden, es ließen einige sich nieder, als Handelspunkt und Schiffsversorger entstand eine kleine Ansiedlung in Teilen der Ruinen. St. Georg gilt als die erste christliche Gebetsstätte, die nach Beginn der osmanischen Herrschaft in der Levante 1516 in der Stadt gebaut wurde. Die Kirche wurde 1545 fertiggestellt. Der Franziskanerfrater Eugène Roger, Leibarzt des Drusenemirs Fachr ad-Dīn II., besuchte Akko 1631 und berichtete daraufhin von der griechisch-orthodoxen Kirche, wobei er die Ansicht vertrat, dass sie eine der ältesten Kirchen in der Stadt sei, heute die älteste erhaltene am Ort.

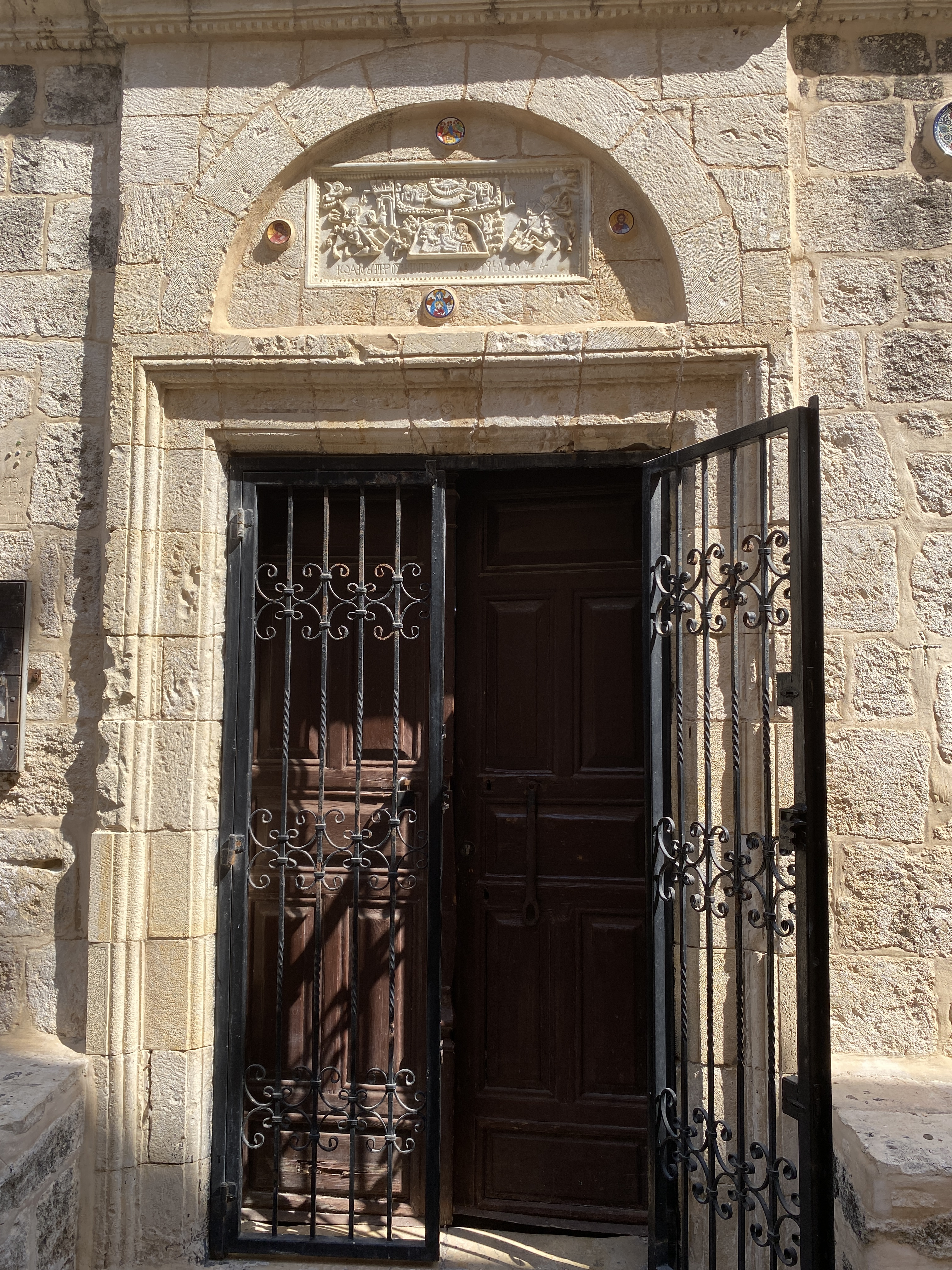
Haupteingang an der Südseite St. Georgs, 2024

Der Arzt Gabriel Brémond aus Marseille besuchte St. Georg 1666 und urteilte, es sei die schönste Kirche in der Levante, seit Fachr ad-Dīn II. sie hatte renovieren lassen. Fachr ad-Dīn II. hatte auch 1620 den Franziskanern erlaubt, sich wieder in Akko niederzulassen. Brémond behauptete, das Patrozinium sei einst Nikolaos von Myra gewesen. Jaʿel Fuhrmann-Naʿaman und Adi Kitov bemerken, dass St. Georg auf den Resten der Kirche St. Laurentius des Genuesenviertels der Kreuzfahrerzeit stehe. Gemäß anderen Quellen ruhe St. Georg auf Resten einer byzantinischen Kirche.
Vor 1672 richtete der griechische Patriarch wieder eine Metropolie mit Sitz in Akko ein, als er Joasaph auf einem Konzil in Jerusalem zum Metropoliten erhob. Seither ist St. Georg die Kathedrale der Heiligen Metropolie Ptolemais in Phoenicia (arabisch متروبوليتية بتوليمائيس Mitrūbūlītiyyat Bitūlīmāʾīs, auch بتوليمَيس … Bitūlīmays, umgangssprachlich auch مطرانية عكا Muṭrāniyyat ʿAkkā). Ẓāhir al-ʿUmar, dessen nach Galiläa eingewanderte beduinische Familie sich als Kaufleute und Steuerpächter etabliert hatte, übernahm nach dem Tod seines Vaters die Aufgabe des Multasims (Steuerpächters), wobei er kaufmännisch denkend auf regelmäßige kontinuierliche Steuereingänge setzte, statt auf einmalige Höchstbeträge, die die Steuerpflichtigen ruinierten.:33 Sein Konzept schloss auch ein, Landpächter vor Räubern zu schützen.:155
Von Kaufleuten respektiert und bäuerlichen Landpächtern für Rücksicht und Schutz geschätzt, begann Ẓāhir al-ʿUmar mit Verhandlung und militärischem Geschick in Galiläa eine Ordnung aufzubauen, die Schutz vor Raubüberfällen und amtlicher Ausbeutung und Willkür bot, indem er allgemeine Regeln aufstellte und durchsetzte, auf die sich die Einwohner verlassen konnten. Ẓāhir al-ʿUmar erhob sich zum autonomistischen Regionalpotentaten, geflissentlich dem osmanischen Fiskus die geforderten Steuern zahlend und offenen Konflikt mit der wenig präsenten Hohen Pforte meidend, sondern deren Anerkennung suchend.:46

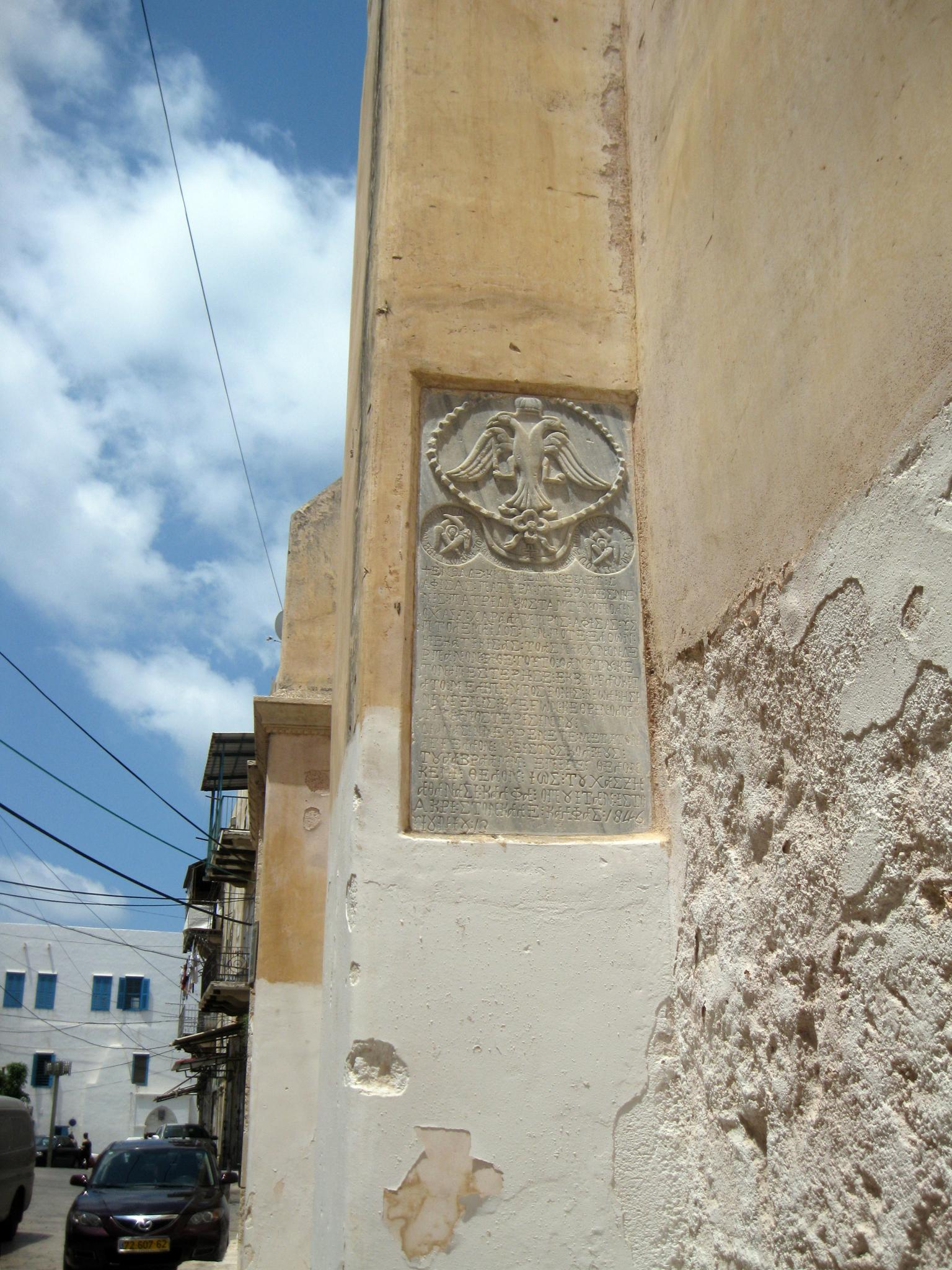
Tafel von 1846 mit Wappen des Patriarchen zum Andenken der Reparatur der 1840 beschädigten Kirche, 2011

Ẓāhir al-ʿUmar erkannte Akkos Potential:35 und begann ab den 1740er Jahren den Ausbau der Ruinen Akkos zu seiner befestigten Residenz und Verwaltungszentrale. Bis Ende 1750 ließ er Akkos schadhafte Mauern reparieren und ausbauen,:36 um einen sicheren Platz zur Abwehr von Beduinenbanden, maltesischen Korsaren oder anderen Invasoren aus dem näheren Umfeld zu haben, die seine Errungenschaften und aus eigener Kraft erreichte Position an sich reißen wollten.:27 Danach nahm Akko für etwa 80 Jahre einen beeindruckenden Aufschwung, neue Kirchen entstanden, doch keine war im 18. Jahrhundert größer als St. Georg.
Die Kirche nahm 1831 Schaden im Ersten Ägyptisch-Osmanischen Krieg (1831–1833), als Ibrahim Pascha im Zuge seiner Eroberung von Heiligem Land und Syrien Akko beschießen ließ, bevor sie nach dem Krieg repariert wurde.
Im Zweiten Ägyptisch-Osmanischen Krieg (1839–1841) eroberte das Osmanische Reich die ägyptisch besetzten Gebiete zurück und 1840 trafen wieder Geschosse die Kirche, von deren Reparatur ein Gedenkstein mit patriarchalem Doppelkopfadler von 1846 zeugt. Um 1910 zählte die Metropolie Ptolemais in Phoenicia 36 Priester, 30 Kirchen oder Kapellen, 17 Schulen, drei Waisenheime und ein Kloster mit 23 Mönchen. Die Mönche stammen oft aus Griechenland und beten in der Regel auf Griechisch, während einheimische Laien meist Arabisch, aber in Akko und an der Nikolauskirche in Migdal haʿEmeq oft auch Russisch als Hauptsprache nutzen.

## Kirche und Dayr alAntasch
Neben dem eingangs wiedergegebenen offiziellen Namen kursieren in der Umgangssprache auch andere Bezeichnungen, wie كنيسة مار جرجس / Kanīsat Mār Ǧirǧis, wobei Ǧirǧis sich zu جيورجيوس / Ǧīwurǧiyūs verhält wie sonst Georg zu Georgios. Auch die gängige hebräische Bezeichnung schert sich nicht um den kirchlichen Namen, sondern leitet sich mit Knessijjat Sent Dschordsch / כְּנֵסִיַּת סֶנְט ג'וֹרְג' vom englischen Begriff her.
Im Inneren wirkt der Raum nach Art eines Lateinischen Kreuzes gegliedert. Langhaus und Querhäuser, die sich in der Vierung schneiden, überragen die Seitenschiffe, was sich im Dach deutlich abzeichnet. Ein großes steinernes Kreuz auf dem Dach markiert den Schnittpunkt der Vierung. Das Dach über Querhäuser und Langhaus besteht aus einem flachen Tonne, die Seitenschiffe sind flachgedeckt. Obwohl also Platz dazu wäre, ist das Obergaden dennoch an den Längsseiten fensterlos.

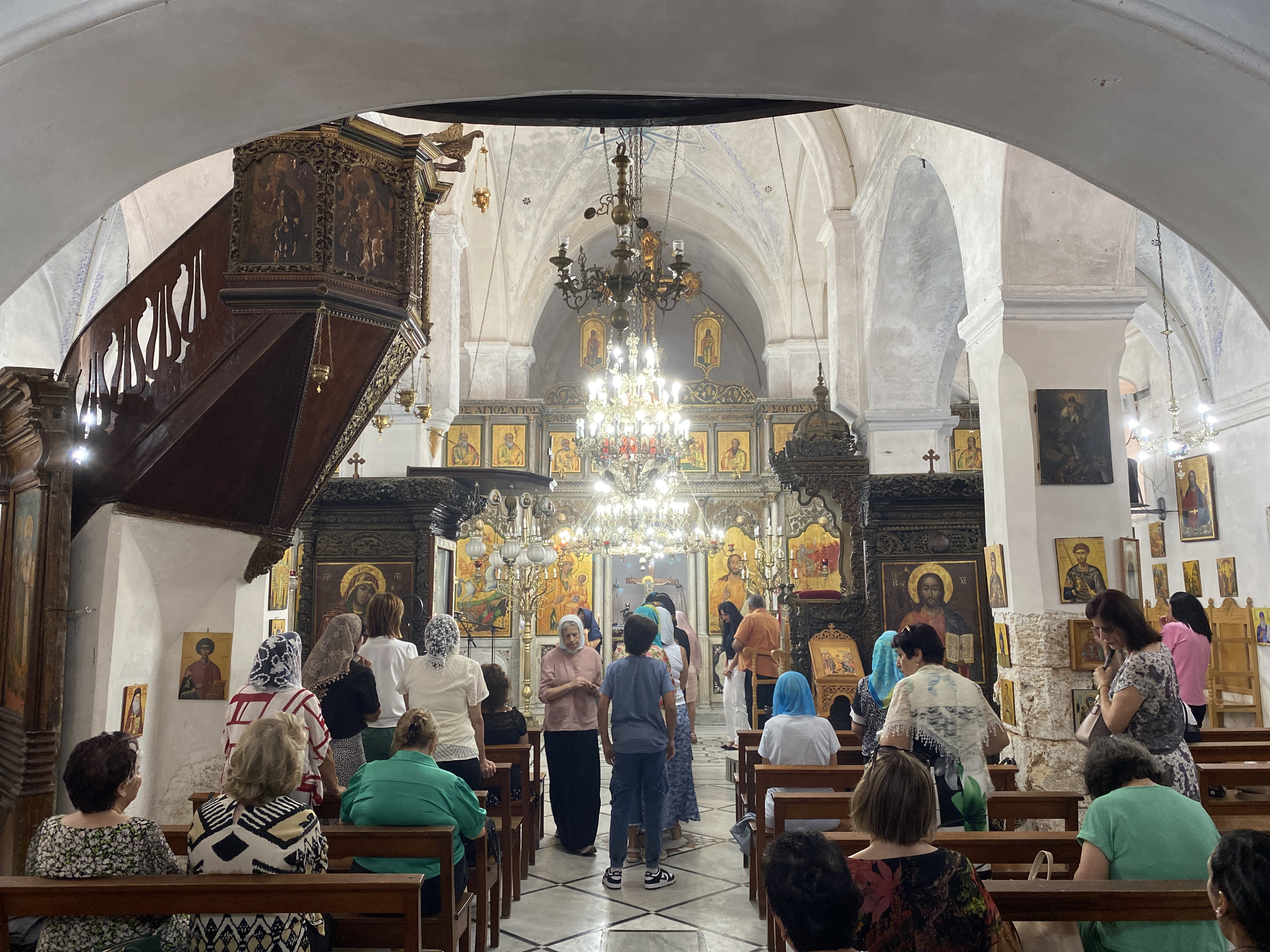
Blick von der Kanzel ostwärts durchs gewölbte Innere zur Ikonostasis, 2024

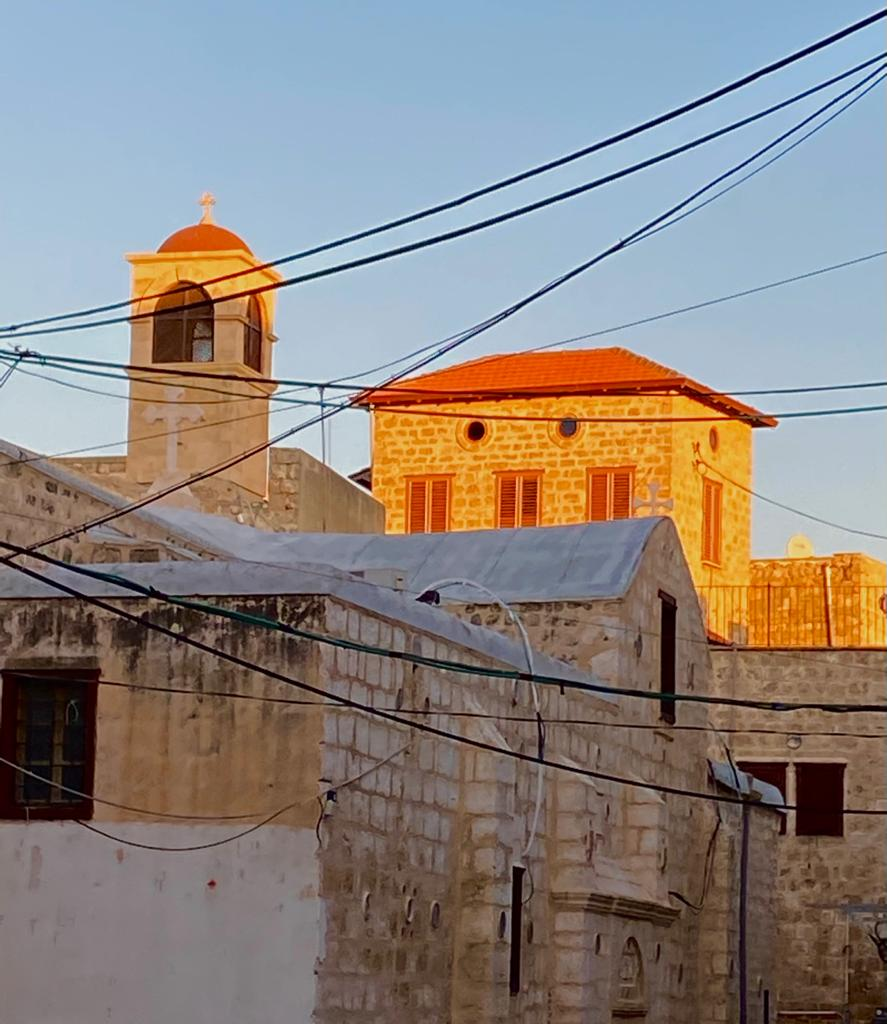
Blick vom Südwesteck der Kirche übers Dach mit Kreuz auf der Vierung vor Glockenturm und Obergeschoss des Dayr alAntasch, 2020

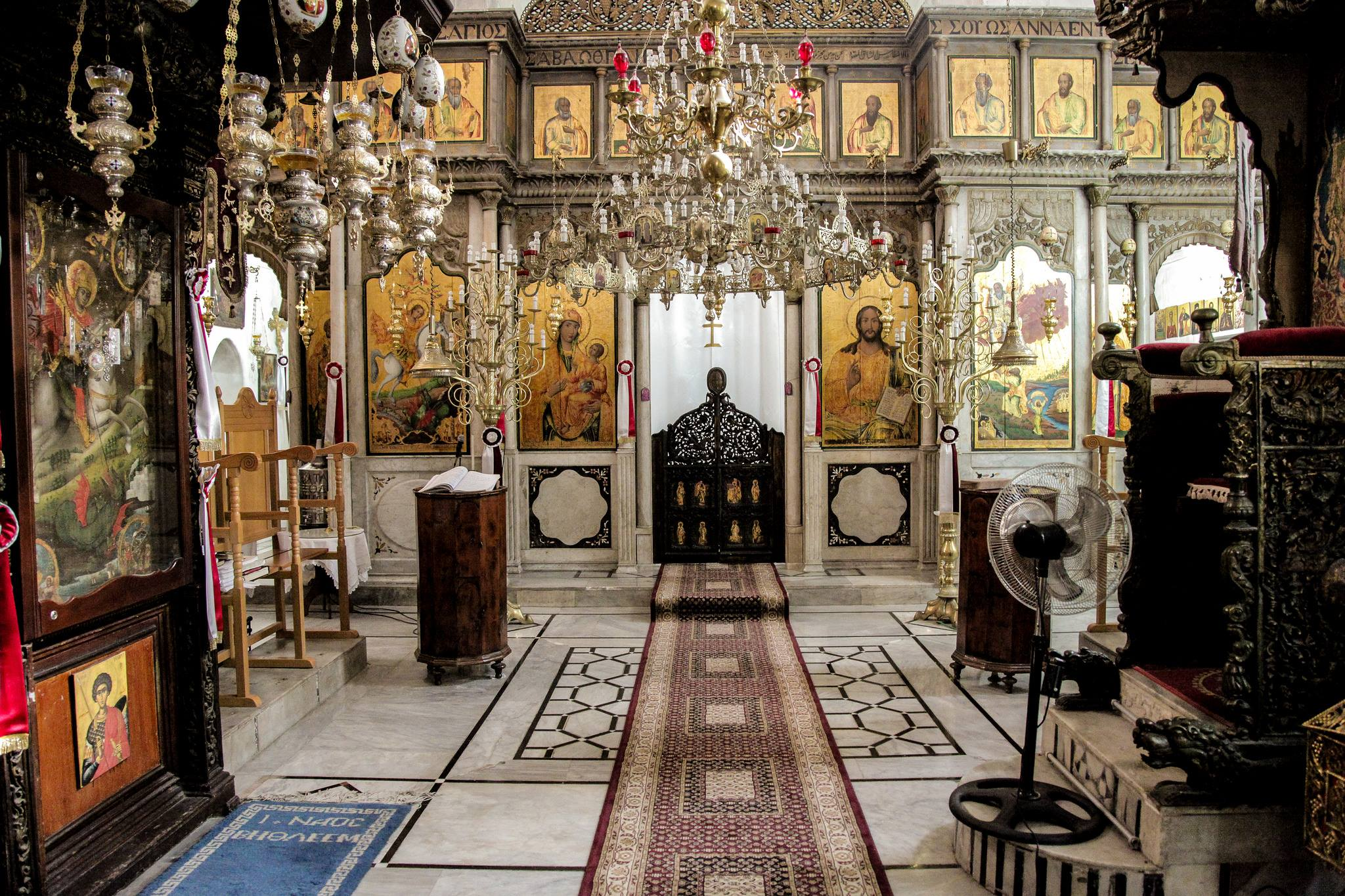
Ikonostasis mit Kathedra (angeschnitten rechts), 2022

Gut zu erkennen ist, wie die orthodoxe Interpretation des jüdischen Zweiten Gebotes (Bilderverbot) umgesetzt wird, nämlich als Verzicht auf jedes dreidimensionale kultische Bildwerk. Auch die hohe Kanzel zeigt zweidimensionale Bilder, die allerdings renovierungsbedürftig sind. Die Decken des Inneren sind sämtlich als Kreuzgewölbe ausgebildet, gegliedert in 15 Joche, die auf Außenmauern und acht Pfeilern im Raum aufliegen, wie dem Grundriss zu entnehmen ist. So entsteht der Eindruck von Raum trotz der geringen Grundfläche. Dabei sind Langhaus und Querhäuser höher als der übrige Raum und bilden damit ein Obergaden aus. Die oberen Querhausfenster an Nord- und Südseite lassen Tageslicht in die Vierung.

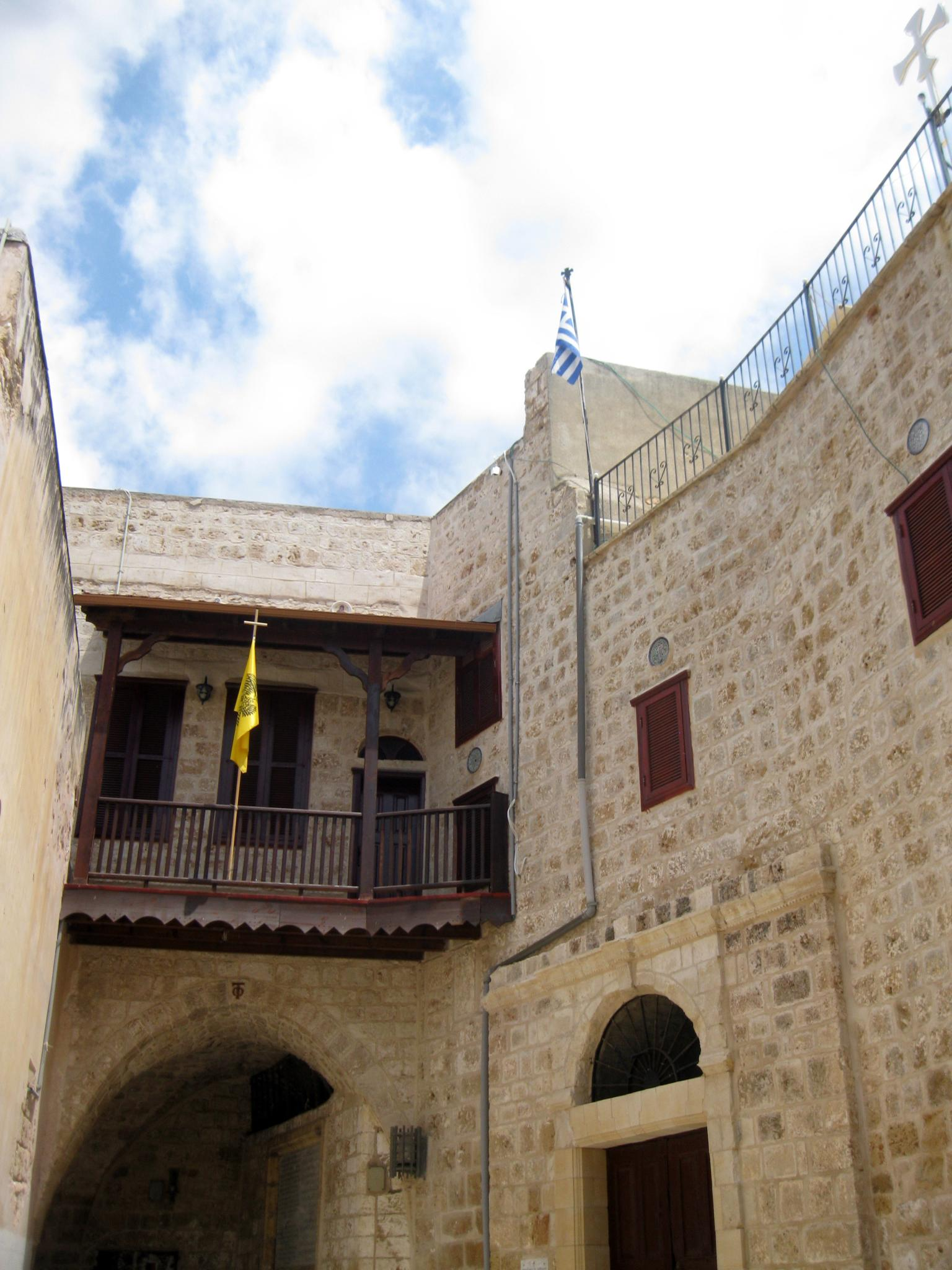
Links die Kirche, rechts der Dayr alAntasch (mit Flaggen von Metropolie und Hellas) dazwischen die Gebäudebrücke über den Gang um die Kirche, Gedenktafel im Halbdunkel, 2011

Der Eindruck des Langhauses mit Kathedra des Metropoliten ändert sich zu einer hellen Weite unter der Vierung vor der Ikonostasis. Die holzgeschnitzte Ikonostasis zeichnet die Kirche ganz besonders aus, sie ist die schönste von allen ihrer Art, die im 17.–18. Jahrhundert in der Levante geschaffen wurden. Die Ikonostasis trennt den Kirchenraum vom Altarraum (in der Orthodoxie Bema genannt), dessen Ostwand innen mit drei apsidalen Nischen gestaltet ist. Diese Bauform findet sich oft bei byzantinischen Kirchen wie z. B. in Istanbul oder Süditalien, und könnte darauf verweisen, dass die Substanz St. Georgs von einer früheren Kirche herrührt, die die Genuesen in ihren Kreuzfahrerbau einbezogen. Innen links vom Hauptportal findet sich eine Ikone des Heiligen Georg aus dem 12. Jahrhundert.

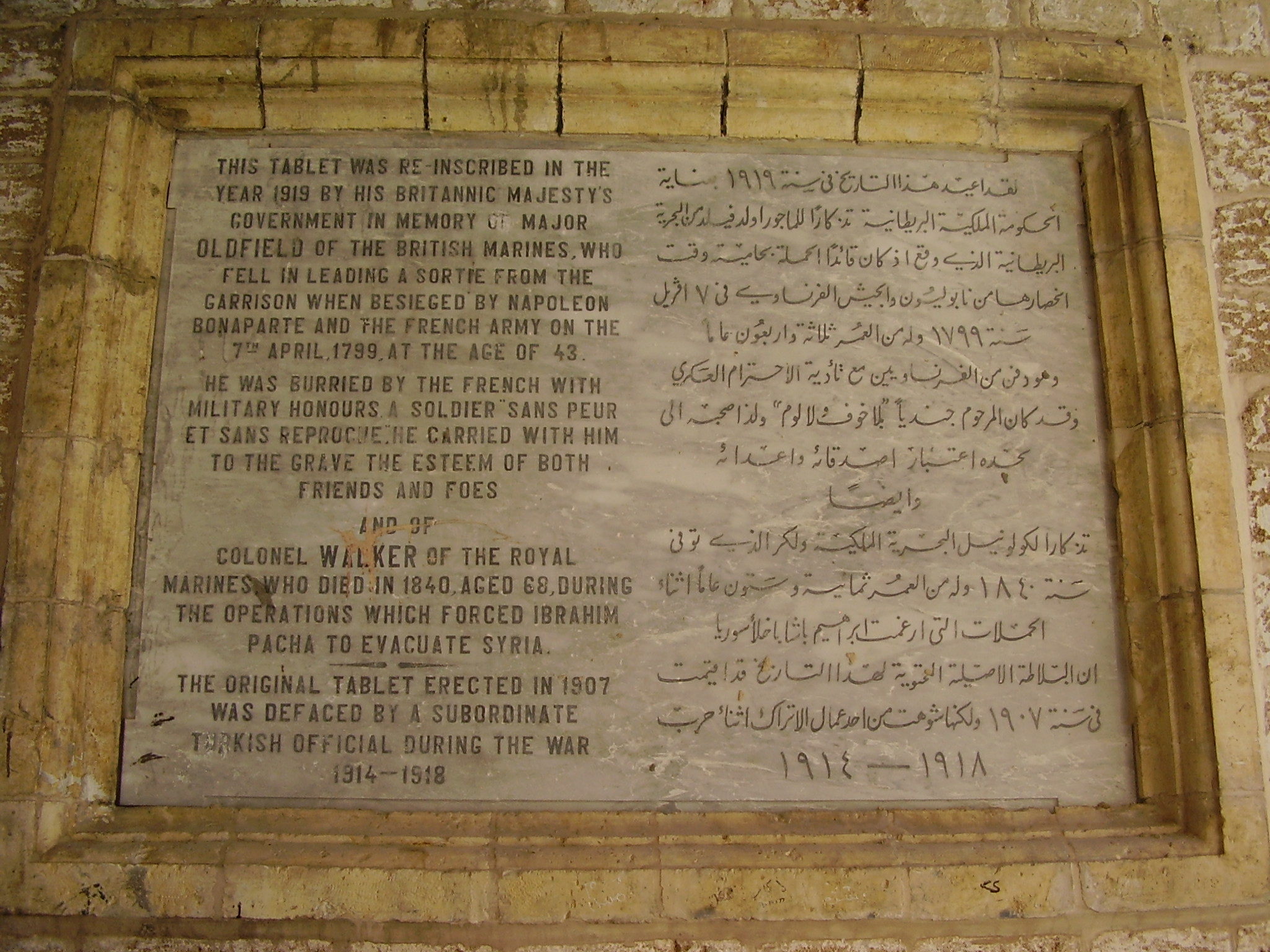
Gedenktafel für Major Oldfield und Colonel Walker, gefallen 1799 bzw. 1840, unter der Gebäudebrücke des Dayr alAntasch, 2011

Der in Ost-West-Richtung gestreckte rechteckige Bau ist leicht gen Nordwest-Südost aus der Achse gerückt. An allen vier Seiten umgeben Gassen, die teils recht schmal sind, den Kirchbau, der an Süd-, West- und Nordseite Zugänge hat. Äußere Verzierungen fehlen bis auf Steinreliefs über den Türen. Die Kirche macht äußerlich einen unscheinbaren Eindruck und ist von relativ geringer Gebäudehöhe. Über weite Strecken ist der Putz an den Außenfassaden abgebröckelt, der 1999 zuletzt rundum erneuert worden war, und gibt den Blick auf den örtlich viel verbauten Kurkar-Stein (כּוּרְכָּר Kūrkar, arabisch كركار, DMG Kurkār; eine in Israels Küstenstreifen verbreitete Art kalkhaltigen Tuffs) frei. Kurkar leidet unter Erosion, vor allem bei Eindringen von Wasser. Seit 2018 wird der Fassadenputz teils recht spielerisch mit Muschelbesatz, dekorativen Mosaiken und Ornamenten erneuert.
Gleich nordöstlich an die Kirche schließt baulich der Dayr alAntasch (دير الأنطش Dayr al-Anṭaš) an, der im Kern auf einen Kreuzfahrerbau zurückgeht. Der Dayr alAntasch dient der Metropolie als Amtssitz, der Kirchengemeinde als Treffpunkt sowie als Residenz des griechisch-orthodoxen Metropoliten von Ptolemais in Phoenicia (quasi als Metropolitanpalais) wie auch der Geistlichen, die an der Georgskirche wirken. Der Glockenturm der Gemeinde steht auf dem Dayr alAntasch.
Auf Straßenniveau besteht ein Durchgang unter einer Gebäudebrücke, die Kirche und Dayr alAntasch verbindet. Im Durchgang zwischen Kirche und Palais hängt eine Marmortafel, darauf die Namen Major Oldfields und Colonel Walkers, welch ersterer während der Belagerung von Akkon (1799) fiel wie auch letzterer 1840 (Zweiter Ägyptisch-Osmanischer Krieg). Im Jahre 2018 war der Dayr alAntasch stark renovierungsbedürftig. Eine gewerbliche Nutzung als Werkstatt war beendet, deren Spuren und Hinterlassenschaften aber zurückgelassen worden waren. Der neue Archimandrit veranlasste die Säuberung, Sanierung und Renovierung. Auch den Glockenturm musste er stabilisieren lassen, es konnte vorher schon nicht mehr geläutet werden.

## Griechisch-orthodoxe Pfarrei Akkon
Im Jahre 2022 zählt die Pfarrei Akko 600 Seelen, darunter eine wachsende Zahl russischstämmiger Israelis. Der 1962 geborene Kreter und 1979 geweihte Philotheos Vardakis löste 2018 Silouanus (arabisch سيلوانوس, griechisch Σιλβάνος Silvános) als Archimandrit ab, der für die Georgskirche zuständige Geistliche, der im Rang dem Metropoliten nachgeordnet ist. Dem Archimandriten obliegt, die Gottesdienste vorzubereiten und zu leiten, Taufen auszuführen, Sterbenden die letzte Sakramente zu spenden. Mit fundierten Kenntnissen des Arabischen, Englischen und Hebräischen wie Grundkenntnissen der Liturgie auf Russisch ist der muttersprachlich griechischsprachige Philotheos bestens aufgestellt.

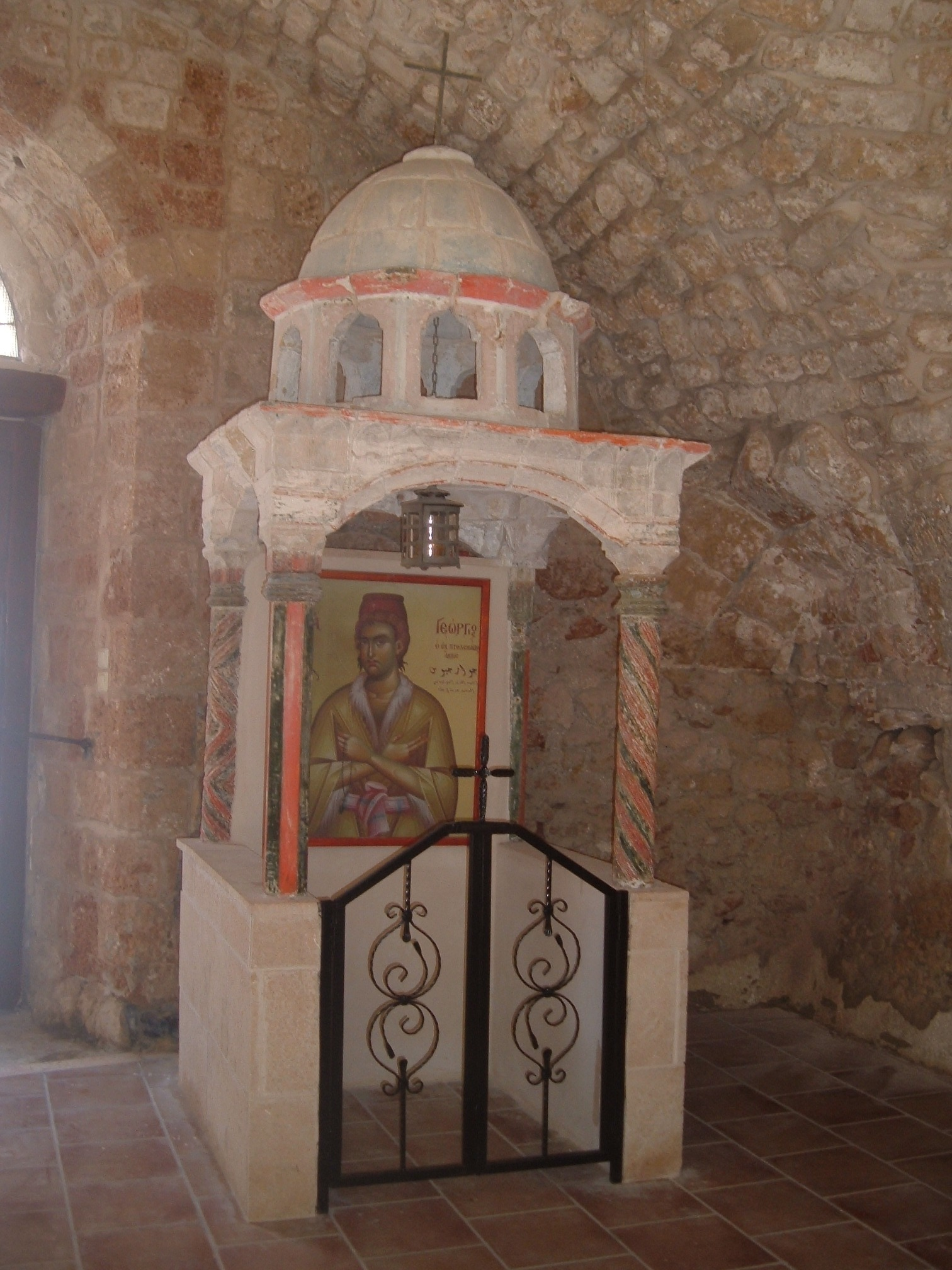
Aedicula um eine Ikone des Hl. Georg rechts innen am Tor des Dayr alAntasch, 2009

Der Archimandrit kümmert sich auch um den Unterhalt der metropolitanen Gebäude in Akko, also um St. Georg, den Friedhof und den Dayr alAntasch. Insbesondere Letzterer war stark vernachlässigt, als der neue Archimandrit sein Amt antrat. Nachdem Archimandrit Philotheos Vardakis, der zugleich als Patriarchalvikar gewirkt hatte, bei Reparaturarbeiten von der Leiter stürzend tödlich verunglückt war, berief Patriarch Theophilos III. von Jerusalem nach Beschluss im Synod am 10. Juli 2023 Erzbischof Theodosios Atallah Hanna von Sebastià zum Patriarchalvikar der Metropolie. Nach Einwänden der Pfarreien der Metropolie gegen den politisch sehr aktivistischen und im israelisch-palästinensischen Konflikt nicht eben ausgleichenden Erzbischof, bewirkten Synod und Patriarch den Rücktritt Hannas am 6. Oktober 2023, zu dessen Nachfolger als akkonischer Patriarchalvikar der Patriarch den Archimandriten Silwanos Hanouna (arabisch سلوان حنونة) ernannte.
Die Kirche, die den Parochianen bis heute als Gotteshaus dient, ist dem Heiligen Georg dem Siegreichen (dem Drachentöter) geweiht, dem Märtyrer von Lod. Georg ist im Heiligen Land, und auch speziell in der Metropolie Ptolemais ein beliebtes Patrozinium. Parochianen und Gäste feiern das Patronatsfest jedes Jahr am 23. April. St. Georg ist die einzige griechisch-orthodoxe Kirche in Akko. Gemeindemitglieder sind unter anderem engagiert im Frauenverein St. Georg, in einem Jugendverein, einer Sonntagsschule und bei christlichen Pfadfindern.

## Pfarreien der Metropolie
Zur Metropolie, die das westliche Galiläa umfasst, zählen 14 Pfarreien mit 16 Kirchen. Die sechs Pfarreien im östlichen Galiläa gehören zur Metropolie Nazareth und Exarchat Ganz Galiläa. Um 1910 zählte die Metropolie Ptolemais in Phoenicia 10.000 orthodoxe Melkiten, inklusive der Akkoner darunter. Über hundertzehn Jahre später (2022) gehören 30.600 Seelen zur Metropolie. Die Zahl der Gebetsstätten der Metropolie hat sich in der gleichen Zeit knapp halbiert, was darauf verweisen mag, dass 1948 während des Kriegs um Israels Unabhängigkeit unter den arabischen Binnenflüchtlingen, die Zuflucht in Orten Israels fanden, auch orthodoxe Melkiten waren, welche israelisches Militär und nach dem Krieg zivile Behörden nicht in ihre Heimatorte zurückließen, weshalb die Kirchen dort heute außer Gebrauch und verwaist sind.
| - Abu Sinan (St. Georg) - Akko (Metropolitankirche St. Georg) - al-Biʿna (البعنة, St. Barbara) - Iʿbillin (إعبلين, St. Georg) - Judayda−al-Makr (جديدة - المكر, St. Patricius von Prusa; Prophet Elija in al-Makr) - Kafr Jasif (St. Georg; Theotokos-Kirche) - Kisra-Kafr Sumiʿa (كسرى-كفر سميع, St. Konstantin und Helena) | - Maʿalot-Tarschiha (Prophet Elija) - Peqiʿin (St. Georg) - Peqiʿin haChadaschah / al-Buqiʿah al-Ġarbiyya (פְּקִיעִין החֲדָשָׁה / بقيعة الغربية, St. Georg) - al-Rama (الرامة, St. Georg) - Sachnin (St. Georg; Theotokos) - Schaʿab (شعب, St. Georg) - Schafaʿamr (St. Konstantin und Helena) |